# Grande-Anse
Grande-Anse är en ort i Kanada.   Den ligger i provinsen New Brunswick, i den östra delen av landet, 800 km öster om huvudstaden Ottawa. Grande-Anse ligger 22 meter över havet och antalet invånare är 738.
Terrängen runt Grande-Anse är platt. Havet är nära Grande-Anse åt nordväst. Runt Grande-Anse är det glesbefolkat, med 14 invånare per kvadratkilometer.. Närmaste större samhälle är Caraquet, 19,1 km öster om Grande-Anse.
I omgivningarna runt Grande-Anse växer i huvudsak blandskog.